# Congrès international des mathématiciens de 2006
Le Congrès international des mathématiciens 2006 (en abrégé ICM 2006) a été le vingt-cinquième Congrès International des Mathématiciens qui s'est tenu à Madrid du 22 août au 30 août du 2006.

## Lieu du congrès
Le Congrès se tiendra à l'Institution de la Foire de Madrid de Madrid. Des vols de mathématiciens ont été enregistrés.

## ESTALMAT
Alors que le Congrès, ESTALMAT (Encouragement du talent mathématique, un programme prometteur pour les jeunes intéressés par les mathématiques) a été présenté. Miguel de Guzmán terminait depuis deux ans et la Société royale mathématique espagnole lui a rendu hommage.

## Logo de l'IMU
Le logo de l'IMU a été dévoilé le 22 août de 2006 lors de la cérémonie d'ouverture du congrès. Il a été lauréat d'un concours international annoncé par l'IMU en 2004.

## Assemblée Générale
Du 19 août au 20 août de 2006, se tient à Santiago de Compostela l'Assemblée Générale de l'Union mathématique internationale.

## Récompenses
Le Roi d'Espagne qui a participé à la cérémonie d'ouverture, a remis la Médaille Fields aux mathématiciens Andrei Okunkov,  Terence Tao et Wendelin Werner.